# Olympische Sommerspiele 1956/Turnen – Gruppengymnastik (Frauen)
Die Gruppengymnastik der Frauen bei den Olympischen Sommerspielen 1956 wurde am 7. Dezember im West Melbourne Stadium ausgetragen.

## Ergebnis
| Rang | Nation | Gerät  | Punkte |
| ---- | --- | ------ | ------ |
| 1    | UngarnAndrea Molnár Erzsébet Gulyás-Köteles Ágnes Keleti Alíz Kertész Margit Korondi Olga Lemhényi            | Band   | 75,200 |
| 2    | SchwedenKarin Lindberg Ann-Sofi Colling Eva Rönström Evy Berggren Doris Hedberg Maude Karlén                  | Ball   | 74,200 |
| 3    | SowjetunionPolina Astachowa Ljudmila Jegorowa Lidija Kalinina Larissa Latynina Tamara Manina Sofja Muratowa   |        | 74,000 |
| 3    | PolenHelena Rakoczy Natalia Kot Danuta Nowak-Stachow Dorota Jokiel Barbara Ślizowska Lidia Szczerbińska       | Reifen | 74,000 |
| 5    | RumänienGeorgeta Hurmuzachi Sonia Iovan Elena Leușteanu Elena Mărgărit Elena Săcălici Emilia Vătăşoiu         |        | 73,400 |
| 6    | JapanKeiko Tanaka Mitsuka Ikeda Kazuko Sogabe Shizuko Sakashita Kyoko Kubota Suzuko Seki                      |        | 73,200 |
| 7    | TschechoslowakeiEva Bosáková Anna Marejková Matylda Šínová Věra Drazdíková Alena Reichová Miroslava Brdíčková |        | 73,000 |
| 8    | ItalienMiranda Cicognani Luciana Reali Rosella Cicognani Elisa Calsi Elena Lagorara Luciana Lagorara          |        | 72,800 |
| 9    | Vereinigte StaatenSandra Ruddick Muriel Davis Joyce Racek Jackie Klein Doris Fuchs Judy Howe                  |        | 67,600 |